# Solbacken, Södertälje kommun
Solbacken är en bebyggelse sydväst om Järna vid och söder om riksväg 57 i Överjärna socken i Södertälje kommun. Från 2015 avgränsar SCB här en småort.